# 麦克白 (苏格兰国王)
麦克白塔德·麦克芬莱克（中世纪盖尔语：Mac Bethad mac Findlaích；苏格兰盖尔语：MacBheatha mac Fhionnlaigh；1005年—1057年8月15日），英语化简称麦克白（Macbeth），绰号红王（Rí Deircc），是1040年直至逝世在位的苏格兰国王（亦被称为阿尔巴国王，早年时成为莫瑞伯爵），在位17年。
麦克白是苏格兰莫里地区贵族，身份可能相当于以后的公爵，其母亲多纳达（Donada）为苏格兰国王马尔科姆二世之女，故而他也有王室血统和王位继承的可能。1020年，麦克白的父亲在战争中丧生，麦克白接管了莫里地区的势力。1034年，在位近30年的马尔科姆二世去世，其外孙邓肯一世继位。邓肯一世统治的最后几年争战不断，与境内外数个地方势力发生过冲突，最开始没有反对邓肯一世继承权的麦克白可能逐渐产生不满。1040年，邓肯一世率领军队进入莫里，双方交战，邓肯一世被杀。
麦克白战胜邓肯一世后以王室后裔身份继任苏格兰国王。国内可能有很多人不满意这次继位，不过他的统治也持续了17年。1052年以后，麦克白持续与英格兰王国发生冲突，屡屡失利。1057年，邓肯一世之子马尔科姆为父报仇，在战场上杀死或者重伤了麦克白。麦克白死后，养子卢拉赫继位，不过数月后就被马尔科姆谋杀。此后马尔科姆继位，是为马尔科姆三世。
麦克白这个历史人物之所以出名，主要是由于威廉·莎士比亚的同名悲剧《麦克白》。不过在戏剧中，麦克白是谋权篡位的反面角色，而他在战场上战胜的邓肯一世则成了垂垂老矣的国王。事实上，邓肯死时年纪并不大，和同为马尔科姆二世外孙的麦克白年龄相仿。

## 词源
英语化的Macbeth，意为“生命之子”，从盖尔语Mac Bethad（或是现代盖尔语MacBheatha）演化而来。尽管该词有盖尔语父名的特征，但没有任何亲子关系的意思，恰恰相反，它带有“义士”或“虔诚的教徒”的含意。另一种解释是，该词是意为“上帝的选民之一”的macc-bethad的变体的衍生。

## 生平

### 邦君及首领
在1031年，克努特大帝来到北方，接受了马尔科姆二世国王的投降，麦克白也向他倒戈：
……苏格兰人之王马尔科姆向他投降，归降者还有另外两个王：麦克白和耶马克……
一些人把这件事看做是麦克白拥有权力的象征，另一些人以麦克白和耶马克同时在场，作为马尔科姆是島嶼王國及莫瑞最高领主的证明。无论11世纪30年代初的事态真相如何，麦克白似乎更可能受在1034年11月25日于格拉姆斯逝世的阿尔巴国王马尔科姆二世管制。似乎只有接近于同时代的原始资料《貝爾希安預言》说马尔科姆死于非命，称此事为一场“弑亲”，但没有说出凶手的名字。提尔尼的编年史仅仅说：
西欧的光荣、阿尔巴国王肯尼思之子马尔科姆去世。
在1034年11月30日，马尔科姆二世的外孙邓肯，似乎没有受到反对，受拥戴为阿尔巴国王，是为邓肯一世。在此之前，邓肯似乎已经是王位继承人（tánaise ríg），因此此事远非選長制中止，他获得王位有时被认为是惯例照常进行的证明。在过往的继承中，若干男性血亲（rígdomna）卷入继承冲突。真正的邓肯王在1034年是个年轻人，远非威廉·莎士比亚戏剧《麦克白》中垂垂老矣的邓肯王，甚至在他于1040年死去时，还被评论为年轻。
由于年轻，邓肯早期的统治似乎平静无事。根据《贝尔希安预言》将他描述为“愁肠百结的男人”，他晚期的统治并不成功。在1039年，斯特拉斯克莱德被诺森布里亚人攻击，邓肯率军围剿达勒姆，结果却成了一场灾难。邓肯在经历战败后幸存了下来，但次年他显然为了征讨麦克白的领地莫瑞，率领军队攻入。可能在1040年8月14日，他於博納戈萬（今皮特加維尼，埃爾金附近）同麦克白为首的莫瑞人作战时阵亡。

### 阿尔巴至尊王
麦克白在邓肯死后成王。已知当时没有反对此事，不过，倘若他的统治没有被普遍接受，也特别正常。1045年，邓肯的父亲鄧凱爾德的克里南（科纳尔宗族苏格兰分支的塞恩及世袭的愛奧那男修道院院長）在两支苏格兰军队间的战斗中丧生。
福敦的约翰写道，邓肯的妻子带着她的孩子——包括后来的马尔科姆三世和唐纳德三世——从苏格兰逃离。在作者以邓肯的婚姻为看法的基础上，数个流亡地点，被解释有諾森布里亞和奥克尼群岛。而埃本·威廉·罗伯逊却提出，对邓肯的遗孀和孩子来说最安全的地方，是她和邓肯的亲戚和支持者所在的阿索爾。
克里南死后，麦克白明显未有引起争论。慕禮亞納·斯科特斯讲述了麦克白在1050年朝圣罗马，他在那里把钱像种子一样给穷人。

## 注引
1. ↑  “Mac Bethad mac Findlaích”是中世纪盖尔语形式。
2. ↑  Skene 1867，第102页。
3. 1 2 3  Aitchison, Nicholas Boyter. . 1999: 38. ISBN 978-0750918916.
4. ↑  Davis, J. Madison. . 1995: 294. ISBN 978-1884964176.
5. ↑  《盎格鲁-撒克逊编年史·E本·1031年》
6. ↑  对照Duncan 2002，第29–30页和Hudson 1996，第222–223页。
7. ↑  Hudson 1996，第223页；Duncan 2002，第33页。
8. ↑  Annals of Tigernach 1034.1
9. ↑  邓肯一世作为选定继承人tánaise ríg，参见Duncan 2002，第33–34页；Hudson 1996，第223–224页公认邓肯是斯特拉斯克莱德国王。关于爱尔兰的选长制等等，参见Ó Cróinín 1995，第63–71页。Byrne 2001，第35–39页提出了一种不同的观点。
10. ↑  Annals of Tigernach 1040.1.
11. ↑  G. W. S. Barrow, Kingship and Unity: Scotland 1000–1306, Edinburgh University Press, 1981, p.26.
12. ↑  Broun 2004；日期来自慕禮亞納·斯科特斯（英语：Marianus Scotus），被杀见载于《提爾尼紀事（英语：Annals of Tigernach）》。
13. ↑  Hudson 1996，第223–224页；Duncan 2002，第33–34页。
14. ↑  Annals of Tigernach 1045.10; Annals of Ulster 1045.6.
15. ↑  Robertson 1862，第122页。Hudson 1996，第224页指出西沃德伯爵是马尔科姆三世的“保护人”；Duncan 2002，第40–42页偏向奥克尼；Woolf没有提供意见。不能确定的说，諾森布里亞明显是一种误解。

| 麦克白 (苏格兰国王) 莫瑞王朝出生于：1005年逝世於：1057年8月15日 | 麦克白 (苏格兰国王) 莫瑞王朝出生于：1005年逝世於：1057年8月15日 | 麦克白 (苏格兰国王) 莫瑞王朝出生于：1005年逝世於：1057年8月15日 |
| 統治者頭銜                                                      | 統治者頭銜                                                      | 統治者頭銜                                                      |
| --------------------------------------------------------------- | --------------------------------------------------------------- | --------------------------------------------------------------- |
| 前任者： 邓肯一世                                               | 苏格兰人之王 1040年–1057年                                      | 繼任者： 卢拉赫                                                 |
| 前任者： 吉爾·科姆甘                                            | 莫瑞伯爵 1032年–1057年                                          | 繼任者： 卢拉赫                                                 |